# Louis Claude de Saulces de Freycinet
Louis Claude de Saulces de Freycinet (Montélimar, 8 de agosto de 1779 — Loriol-sur-Drôme, 18 de agosto de 1842) foi um geólogo e geógrafo francês. Seu irmão foi o barão Louis-Henri de Saulces de Freycinet.

## Biografia
Explorador, realizou com Jacques Arago uma expedição científica que os levou ao Brasil, onde, no Rio de Janeiro, contratou Aimé-Adrien Taunay para o cargo de ilustrador científico.
Havia anteriormente feito parte de uma expedição científica às terras austrais empreendida de 1800 a 1803 e dirigida pelo comandante Baudin, como assistente do Capitão Hamelin. Estava a bordo da goeleta Casuarina, como comandante, em 16 de setembro de 1803, quando o comandante Baudin morreu em Île-de-France e o Casuarina foi desarmado. Embarcou com seu irmão Louis-Henri, que se tornou comandante da expedição, a bordo do navio "Géographe"  e voltaram à França em 1804. Depois de um tempo livre, foi colocado no Departamento de Mapas e Planos da Marinha, terminando a parte histórica do trabalho iniciado por Péron, ainda inacabado: "Voyage de découvertes aux terres australes 1800-1804".
Em 1811 foi promovido a capitão de fragata. Em 6 de junho de 1814 casou-se com Rose Marie Pinon.
Em 27 de maio de 1817 recebeu a missão de dirigir uma outra expedição de "circum-navegação para descobrir a forma do globo, estudar o magnetismo terrestre e recolher todos os objetos de história natural que pudessem contribuir para o avanço da ciência".
Levantou âncora em Toulon em 17 de dezembro de 1817 como comandante do "Uranie", com Duperrey como seu auxiliar, tendo a bordo numerosos sábios, entre os quais Jacques Arago e um passageiro clandestino. Ora, o clandestino, cedo descoberto, era sua esposa vestida como homem e que só retomará suas roupas femininas depois de cruzarem Gibraltar. A bordo, Rose demonstra grande ascendente moral sobre a equipagem. Não recebe tarefas, mas alegra a todos com seus recitais de violão. Com isso, se tornou a primeira mulher francesa a fazer a volta ao mundo. Os nomes de Pointe Rose (Ponta Rosa) e Anse Rose (Angra Rosa) foram dados a duas partes do litoral que tocam o cabo Freycinet, na Austrália. O nome de Rose também foi dado por seu marido a uma ilha descoberta em 21 de outubro de 1819 a leste do arquipélago dos Navegadores, em Samoa.
A viagem é um sucesso científico. Foram feitas experiências no Cabo, na ilha Maurício, em Timor, na Papuásia, nas ilhas Marianas e Sandwich. Foi determinada em 1819 a posição das ilhas do Perigo (îles du Danger) e a expedição fez escala em Sydney, onde seu capitão fez importantes estudos sobre o magnetismo e a gravidade. Recolheu numerosas informações sobre geografia, etnografia, física e botânica. Voltando para a França pelo cabo Horn, o navio "Uranie", empurrado por um vendaval súbito, foi projetado sobre um rochedo submarino, não registrado pelos mapas imprecisos da época, no dia 14 de fevereiro de 1820, nos arredores das ilhas Malvinas, mas conseguiu-se salvar toda a equipagem e os trabalhos científicos. Freycinet consegue obter um navio de três mastros, o "Mercury", comprado a um anglo-americano. Rebatizado "La Physicienne", levanta vela em 8 de maio e consegue chegar ao porto do Havre em 13 de novembro de 1820.
Admitido em 1825 na Académie des sciences, Freycinet participa da criação da Société de géographie.
De 1807 a 1816 apareceram os três volumes de sua obra "Voyage de découvertes aux terres australes" e em 1820 mais 13 volumes de sua obra "Voyage autour du monde". Numa de suas pranchas, feitas no Rio de Janeiro, reproduz "La Petite Tijuca", com a anotação: "Cette cascade appartient à M. Taunay" ou seja: a Tijuca pequena - esta cascata  pertence ao Sr. Taunay.

## Publicações da viagem 1817-1820
- Vol. 1 Part 1:  Book I France to Brazil. pub.1827.
- Vol. 1 Part 2: Book II Brazil to Timor. pub.1828.
- Vol. 2 Part 1: Book III Timor to the Marianas. pub.1829.
- Vol. 2 Part 2: Book IV Guam to Hawaii; Book V Hawaii to Port Jackson 1819. pub.1829.
- Vol. 2 Part 3: Book V Hawaii to Port Jackson; Book VI Port Jackson to France 1820. pub.1839.
- Zoology. pub.1824.
- Zoology Plates. pub.1824.
- Botany. pub.1826.
- Botany Plates. pub.1826.
- Navigation and Hydrography, Part 1. pub.1826.
- Navigation and Hydrography, Part 2. pub.1826.
- Pendulum Observations. pub.1826.
- Terrestrial Magnetism. pub.1842.
- Meteorology. pub.1844.